# Bécancour (village)
Pour les articles homonymes, voir Bécancour (homonymie).
Bécancour (parfois écrit Bécancourt, surtout dans des documents anciens) est une ancienne municipalité de village du Québec, située dans le comté de Nicolet dans la province de Québec au Canada. Elle a existé de 1909 à 1965, et son territoire est aujourd'hui inclus dans le secteur Bécancour de la ville de Bécancour.

## Histoire
La municipalité de village de Bécancour s'est détachée en 1909 de la municipalité de paroisse du même nom. Elle constituait le noyau villageois de cette paroisse.
Le 17 octobre 1965, le village a été fusionné avec d'autres municipalités pour former la ville de Bécancour qui résultait ainsi de la fusion des villages de Bécancour, de Gentilly, de Larochelle, de Laval et de Villers ainsi que des municipalités de paroisse de Bécancour, de Sainte-Angèle-de-Laval, de Saint-Édouard-de-Gentilly, de Sainte-Gertrude, de Saint-Grégoire-le-Grand et de Très-Précieux-Sang-de-Notre-Seigneur.